# Homalium viguieri
Homalium viguieri är en videväxtart som beskrevs av Joseph Marie Henry Alfred Perrier de la Bâthie. Homalium viguieri ingår i släktet Homalium och familjen videväxter. Utöver nominatformen finns också underarten H. v. cuneiforme.